# 伊加爾·艾諾

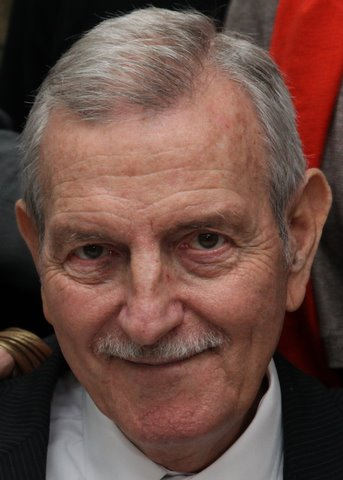
2009年12月的伊加爾·艾諾

伊加爾·艾諾（Yigal Arnon，1929年12月9日—2014年4月27日），是一名以色列律师。他最著名的是以色列最大的律师事务所、伊加爾·艾諾公司的创始人。
2014年4月27日，去世，享年84岁。